# Extremely Wicked, Shockingly Evil and Vile
Extremely Wicked, Shockingly Evil and Vile is een Amerikaanse biografische misdaadfilm uit 2019 onder regie van Joe Berlinger. De film is gebaseerd op de memoire The Phantom Prince: My Life with Ted Bundy van Elizabeth Kendall en heeft Zac Efron in de hoofdrol als seriemoordenaar Ted Bundy. 
De film ging in begin 2019 in wereldpremière op het Sundance Film Festival en werd enkele maanden later uitgebracht op de streaming mediawebsite Netflix.

## Synopsis
De film richt zich op de relatie van seriemoordenaar Ted Bundy met zijn vriendin Liz Kendall. Het koppel ontmoet elkaar in 1969 en al gauw trekt Ted bij haar in en staat haar bij in de opvoeding van haar dochter. Enkele jaren later duiken de lichamen op van vermoorde jonge vrouwen in de buurt waar het koppel woont; en verklaringen van ooggetuigen duiden erop dat Ted de dader is. Een van de slachtoffers heeft kunnen ontsnappen en de jongedame, Carol DaRonch, wijst Ted aan in een osloconfrontatie. Tijdens de rechtszaak zweert Ted onschuldig te zijn; hij beweert dat Carol een foto van hem heeft gezien vlak voor de osloconfrontatie en zodoende hem heeft aangewezen. Ondanks deze bewering wordt hij schuldig bevonden van ontvoering en poging tot moord en wordt een celstraf van één tot vijftien jaar opgelegd. Liz blijft geloven in zijn onschuld, maar kan moeilijk omgaan met deze ontwikkelingen en grijpt naar de fles.
Tijdens het uitvoeren van de celstraf wordt Ted aangeklaagd voor de moord op Caryn Campbell in de staat Colorado. De politie zendt hem uit naar deze staat voor de rechtszaak, alwaar hij zelf optreedt als advocaat. Tijdens een pauze ontsnapt hij uit het gebouw, maar wordt na zes dagen gevonden door de politie. Liz besluit op dat moment om de relatie te beëindigen. Ted weet uit de gevangenis te ontsnappen en vlucht naar Florida, waar al gauw opnieuw moorden plaatsvinden. Hij wordt kort daarop gepakt en groeit uit tot een mediasensatie; vooral onder jonge vrouwen wordt hij zeer populair. De rechtszaak die volgt, krijgt veel aandacht van de media en hoewel zeer veel bewijs aantoont dat Ted de dader is, houdt hij zijn onschuld vol. Hij krijgt (vanuit de gevangenis) een relatie met Carole Ann Boone, maar kan zijn ex-vriendin moeilijk vergeten. Liz is inmiddels een emotioneel wrak. Ted wordt uiteindelijk schuldig bevonden van dertig moorden en veroordeeld tot de doodstraf. Vlak voordat zijn executie plaatsvindt, bezoekt Liz hem op in de gevangenis. Hij heeft tot dan toe nooit zijn schuld toegegeven, en Liz eist de waarheid van hem te horen.

## Rolverdeling
| Acteur             | Personage                                 |
| ------------------ | ----------------------------------------- |
| Zac Efron          | Ted Bundy                                 |
| Lily Collins       | Elizabeth Kendall                         |
| Kaya Scodelario    | Carole Ann Boone                          |
| John Malkovich     | rechter Edward Cowart                     |
| Jeffrey Donovan    | John O'Connell                            |
| Angela Sarafyan    | Joanna                                    |
| Dylan Baker        | openbaar aanklager Utah, David Yocom      |
| Brian Geraghty     | pro-Deo-advocaat Dan Dowd                 |
| Jim Parsons        | openbaar aanklager Florida, Larry Simpson |
| Haley Joel Osment  | Jerry Thompson                            |
| Grace Victoria Cox | Carol DaRonch                             |
| Justin McCombs     | advocaat Jim Dumas                        |
| Terry Kinney       | rechercheur Mike Fisher                   |
| James Hetfield     | politieagent Bob Hayward                  |
| Forba Shepherd     | Louise Bundy, Teds moeder                 |
| Grace Balbo        | Molly Kendall (tiener)                    |
| Morgan Pyle        | Molly (8 jr.)                             |
| Ava Inman          | Molly (4 jr.)                             |
| Sydney Vollmer     | babysitter                                |

## Productie
De film werd in 2017 aangekondigd op het filmfestival van Cannes, met in de hoofdrol Zac Efron, en geregisseerd door documentairemaker Joe Berlinger. Berlinger is vooral bekend van de documentaire-reeks Paradise Lost, die ook over waargebeurde misdaad en een daaropvolgende rechtszaak gaan. De drie documentaires in de reeks gaan namelijk over de moord op drie kinderen in West Memphis, een stadje in de Amerikaanse staat Arkansas, en de drie mannen die daar ten onrechte voor veroordeeld werden. Met Extremely Wicked, Shockingly Evil and Vile maakt Berlinger de stap van documentaires naar de fictieve vertolking van een waargebeurd verhaal. Lily Collins werd in oktober 2017 gecast voor de rol van Elizabeth Kloepfer, de vriendin van Ted Bundy. Een paar maanden later, in januari 2018, werd John Malkovich gecast voor de rol van Edward Cowart, de rechter die in 1979 Bundy ter dood veroordeelde.
Het script voor de film is geschreven door Michael Werwie. Hij won in 2012 voor zijn script de eerste prijs in de jaarlijkse wedstrijd van het Nicholl Fellowship in Screenwriting, een prestigieuze beurs voor scriptschrijvers. Werwie lichtte toe dat de filmtitel woord voor woord afkomstig is uit een van de gerechtelijke uitspraken over Ted Bundy. "Extremely wicked, shockingly evil and vile" (Buitensporig slecht, stuitend kwaadaardig en walgelijk) is hier een beschrijving van de aard van Bundys misdaden.
Opnames voor de film begonnen op 18 januari 2018, in de stad Covington in de Amerikaanse staat Kentucky. De acteurs en actrices Angela Sarafyan, Jeffrey Donovan, Grace Victoria Cox, Kaya Scodelario, Jim Parsons, Haley Joel Osment, Dylan Baker en Terry Kinney voegden zich bij de cast over de loop van de maand januari. In februari kondigden de filmmakers aan dat Metallica-gitarist en -zanger James Hetfield ook een rol zal spelen in de film. Hij speelt de rol van Bob Hayward, een agent van de verkeerspolitie in Utah, die in 1975 als eerste Ted Bundy staande hield, en hem arresteerde nadat hij inbrekersgereedschap aantrof in Bundys auto.

## Ontvangst
De film kreeg veel kritiek van zowel de Amerikaanse als Nederlandse pers voor het menselijk beeld dat werd geschetst van Ted Bundy alsmede het glamouriseren van een seriemoordenaar. De film kreeg gemengde kritieken van de filmcritici met een score van 56% op Rotten Tomatoes, gebaseerd op 134 beoordelingen.